# Laboratoire de recherche en informatique
Pour les articles homonymes, voir LRI.
 (octobre 2014).
Si vous disposez d'ouvrages ou d'articles de référence ou si vous connaissez des sites web de qualité traitant du thème abordé ici, merci de compléter l'article en donnant les références utiles à sa vérifiabilité et en les liant à la section « Notes et références ».

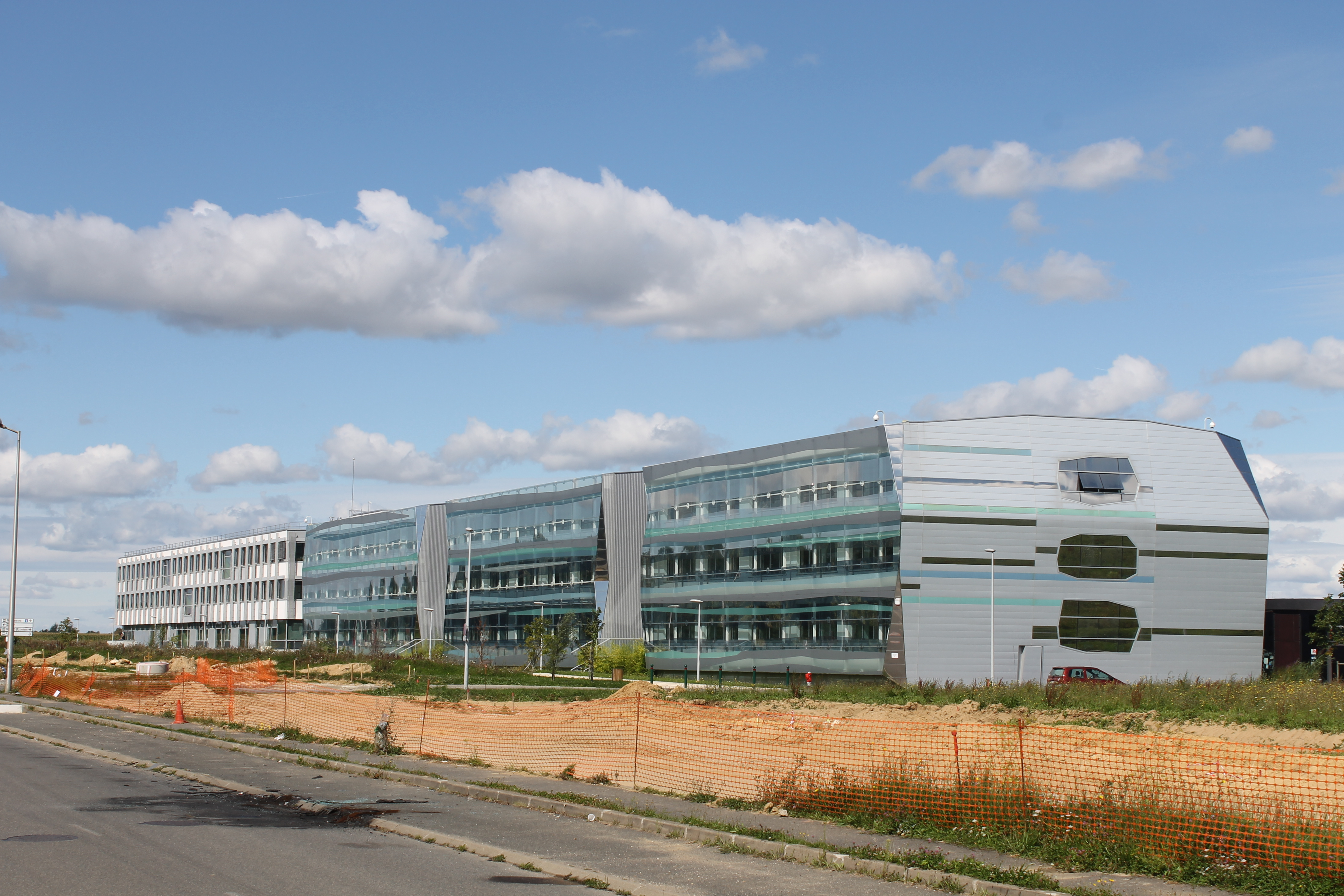
Le bâtiment Ada Lovelace (650) à Gif-sur-Yvette (Paris-Saclay).

Le Laboratoire de recherche en informatique (LRI) était une unité mixte de recherche (UMR 8623) d'informatique fondamentale et appliquée appartenant à l'université Paris-Saclay et au Centre national de la recherche scientifique (CNRS) dont le directeur était Yannis Manoussakis jusqu'au 31/12/2019 puis Johanne Cohen en 2020. Au 1er janvier 2021, 7 équipes du LRI ont créé le Laboratoire interdisciplinaire des sciences du numérique (LISN) avec les équipes du LIMSI. La huitième équipe a rejoint les équipes du Laboratoire spécification et vérification pour créer le Laboratoire Méthodes Formelles (LMF).
Elle est rattachée à l'Institut des sciences informatiques et de leurs interactions (INS2I) du CNRS, au Département d'Informatique de l'université Paris-Saclay ainsi qu'au réseau thématique de recherche avancée Digiteo.
Au 30 juin 2013, le laboratoire comptait 240 membres dont 144 chercheurs et enseignants-chercheurs et 71 doctorants. Il était constitué de 8 équipes de recherche, assistées d'une équipe de support système et réseau et d'une équipe administrative. Le laboratoire occupe le bâtiment Ada Lovelace (650) au Pôle commun de recherche en informatique (PCRI) sur le campus Paris-Saclay ainsi que d'autres bâtiments annexes sur le campus d'Orsay.

## La recherche
Les thèmes de recherche abordés par le LRI couvrent un large spectre de l'informatique : algorithmique, complexité, calcul quantique, théorie des graphes, fondements des communications, micro-architecture, clusters et grilles de calcul, génie logiciel, programmation, interaction homme-machine, bases de données, systèmes d'inférence, fouille de données, apprentissage et bio-informatique. En 2002, des chercheurs de quatre équipes ont décidé de créer un axe transversal sur la bio-informatique. Cet axe est désormais une équipe à part entière qui travaille sur des domaines comme l'apprentissage par machine et les algorithmes randomisés pour prédire l'information biologique pertinente dans les données génomiques.